# Oblastní rada Sdot Negev
Oblastní rada Sdot Negev (hebrejsky מועצה אזורית שדות נגב, doslova „Oblastní rada Negevská pole“; dříve známá jako Oblastní rada Azata, hebrejsky: מועצה אזורית עזתה) je oblastní rada v jižním distriktu v Izraeli.
Rozkládá se na ploše přes 200 kilometrů čtverečních na severozápadním okraji Negevské pouště. Tato zemědělsky využívaná oblast je od 2. poloviny 20. století intenzivně zúrodňována a zavlažována a ztratila téměř charakter pouštní krajiny. Je spíše pokračováním pobřežní planiny (regionu Šefela). Území oblastní rady se nachází v okolí města Netivot, které je jejím demografickým a správním centrem (sídlí tu úřady rady), třebaže samotné pod jurisdikci rady nespadá.

## Dějiny

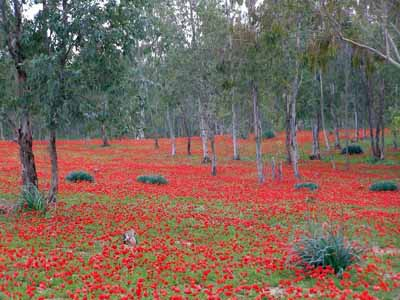
Rozkvetlá louka sasanky věncové (lat. Anemone coronaria) v mošavu Šokeda

Židovská sídelní síť zde začala vznikat už ve 40. letech 20. století na sklonku éry mandátní Palestiny, například vesnice Sa'ad (1947) nebo Tkuma (1946). Jednalo se ale jen o izolované opěrné body, které nicméně sehrály významnou roli během války za nezávislost v roce 1948. Tehdy region opustila arabská populace. Plánovitě zde pak došlo k zřízení soustavy židovských zemědělských vesnic, na jejichž vzniku se podílela zejména náboženská sionistická organizace ha-Po'el ha-Mizrachi.
Oblastní rada Sdot Negev byla založena roku 1951. Tehdy ovšem pod jménem Oblastní rada Azata. Počátkem 21. století se vedení rady rozhodlo pro změnu názvu. Původní jméno totiž evokovalo pásmo Gazy a mohlo odrazovat uchazeče o usídlení nebo o investice. Území oblastní rady přitom až na malý úsek poblíž vesnice Alumim s pásmem Gazy nesousedilo. Zvažovaly se dva možné alternativní názvy: Oblastní rada Ma'oz ha-Negev nebo Oblastní rada Sdot ha-Negev, z nichž nakonec vybrán ten druhý. Starostou rady je מאיר יפרח – Me'ir Jifrach. Rada má velké pravomoci zejména v provozování škol, územním plánování a stavebním řízení nebo v ekologických otázkách. Sídlo úřadů oblastní rady se nachází na jižním okraji města Sderot.
Část území rady se nachází v blízkosti pásma Gazy, kvůli čemuž je častým cílem palestinských raketových útoků.

## Seznam sídel

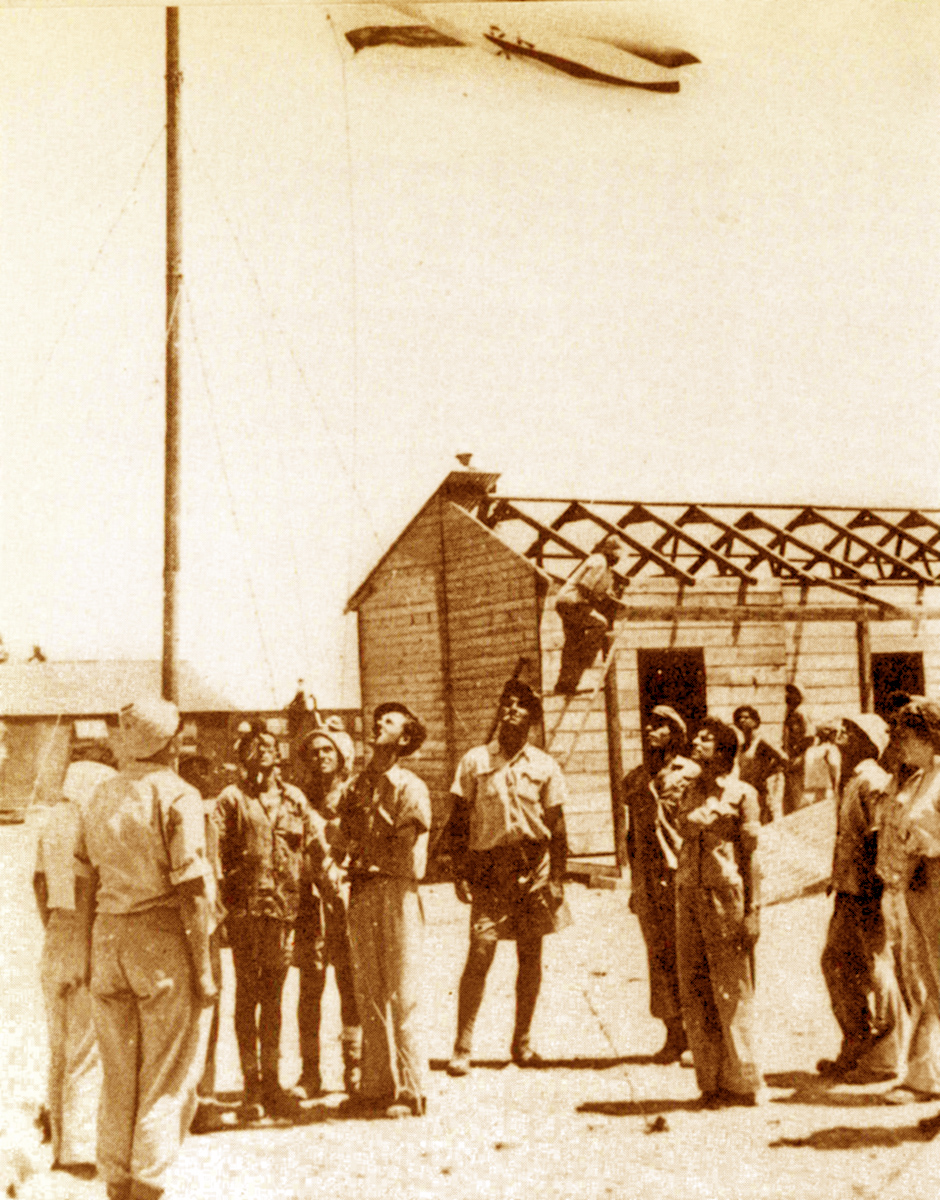
Vztyčování izraelské vlajky v kibucu Sa'ad

Oblastní rada Sdot Negev sdružuje celkem 2 kibucy, 12 mošavů a 2 společné osady.
Kibucy
| - Alumim | - Sa'ad |

Mošavy
| - Bejt ha-Gadi - Giv'olim - Jošivja - Kfar Majmon - Mlilot - Šaršeret | - Šibolim - Šokeda - Šuva - Tkuma - Zru'a - Zimrat |

Společné osady
| - Ma'agalim | - Tušija |

## Demografie

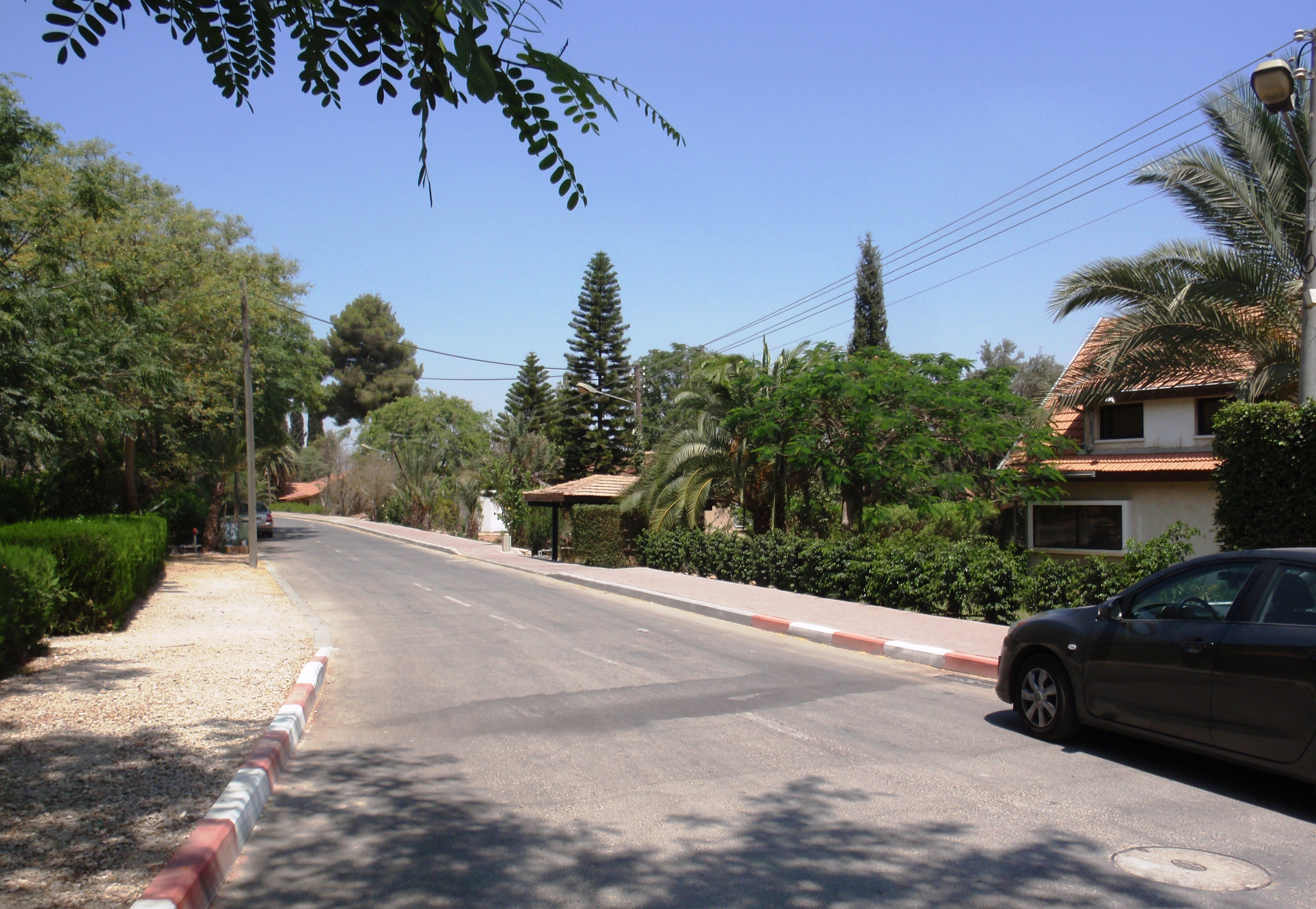
Zástavba v obci Tušija

K 31. prosinci 2014 žilo v Oblastní radě Sdot Negev 9100 obyvatel. Z celkové populace bylo 9100 Židů. Včetně statistické kategorie „ostatní“ tedy nearabští obyvatelé židovského původu, ale bez formální příslušnosti k židovskému náboženství jich bylo 9100. Podle Centrálního statistického úřadu žilo v oblastní radě k roku 2007 celkem 7 400 obyvatel a obyvatelstvo rady bylo téměř výhradně židovské (99,8 %). Roční přírůstek činil 3%.
| Rok            | 1961  | 1972  | 1983  | 1995  | 2006  | 2008  | 2009  | 2010  | 2011  | 2012  | 2013  | 2014  |
| -------------- | ----- | ----- | ----- | ----- | ----- | ----- | ----- | ----- | ----- | ----- | ----- | ----- |
| Počet obyvatel | 4 500 | 5 100 | 5 600 | 5 500 | 7 200 | 7 500 | 7 700 | 8 200 | 8 400 | 8 700 | 8 900 | 9 100 |